# 5-pins
5-pins (ook wel kegelbiljart genoemd) is een spelsoort in het carambolebiljart die in de tweede helft van de jaren 90 van de twintigste eeuw in Italië populair werd en naar andere landen is overgewaaid. Het spel begon op een biljart met gaten als in poolbiljarts maar wordt tegenwoordig meestal gespeeld op een carambolebiljart met de drie bijbehorende ballen en vijf kegeltjes (die 2,5 cm hoog zijn) waarvan een rode op de middenacquit wordt geplaatst en vier witte in de lengte en breedte eromheen op 6,6 centimeter afstand.
Het wordt gespeeld door twee spelers die om de beurt stoten en van wie de ene met de witte bal speelt en de andere met de gele bal. Een partij wordt meestal gespeeld in sets (vaak best of five) die worden gewonnen door de speler die een van tevoren bepaalde score (vaak 50) heeft gemaakt.

## Puntenwaardering van de caramboles
Een speler kan (behalve van acquit) een score maken als hij met zijn speelbal ten minste twee ballen raakt. De speelbal moet altijd eerst (eventueel via een band) de bal van de tegenstander raken. Een gewone carambole telt voor vier punten. Het is ook mogelijk om een zogenaamde casin te maken. Dat gebeurt als de tweede bal de derde bal raakt en levert drie punten op. Door het raken van de kegeltjes (wat niet door de speelbal mag gebeuren) zijn extra punten te verdienen, 2 voor een wit kegeltje en 4 voor een rood kegeltje. Als alleen het rode kegeltje wordt geraakt, dan levert dat 10 punten op. Bij een onreglementaire stoot gaan de punten naar de tegenstander.